# Оксалат празеодима
Оксалат празеодима — неорганическое соединение, 
соль металла празеодима и щавелевой кислоты
с формулой Pr2(C2O4)3,
светло-зелёные кристаллы,
не растворимые в воде,
образует кристаллогидраты.

## Получение
- Действие на растворимые соли празеодима избытком щавелевой кислоты:

{\displaystyle {\mathsf {2Pr(NO_{3})_{3}+3(COOH)_{2}\ {\xrightarrow {}}\ Pr_{2}(C_{2}O_{4})_{3}\downarrow +6HNO_{3}}}}

## Физические свойства
Оксалат празеодима образует светло-зелёные кристаллы.
Плохо растворяется в воде.
Образует кристаллогидраты состава Pr2(C2O4)3•10H2O — светло-зелёные кристаллы.

## Химические свойства
- Кристаллогидрат ступенчато разлагается при нагревании:

{\displaystyle {\mathsf {Pr_{2}(C_{2}O_{4})_{3}\cdot 10H_{2}O\ {\xrightarrow[{-H_{2}O}]{T}}\ Pr_{2}(C_{2}O_{4})_{3}\ {\xrightarrow {T}}\ Pr_{2}O(CO_{3})_{2}\ {\xrightarrow {T}}\ Pr_{2}O_{2}CO_{3}\ {\xrightarrow {800^{o}C}}\ Pr_{6}O_{11}}}}

## Применение
- Промежуточный продукт в производстве празеодима.